# Nordkapstjärnen
Nordkapstjärnen är en sjö i Ljusdals kommun i Hälsingland och ingår i Dalälvens huvudavrinningsområde. Sjöns area är 0,008 kvadratkilometer och den befinner sig 514 meter över havet.